# Epigomphus crepidus
Epigomphus crepidus је инсект из реда Odonata.

## Угроженост
Подаци о распрострањености ове врсте су недовољни.

## Распрострањење
Ареал врсте је ограничен на једну државу. 
Мексико је једино познато природно станиште врсте.

## Станиште
Станишта врсте су шуме и слатководна подручја.